# Бьелса, Марсело
Марсе́ло Альбе́рто Бье́лса Кальде́ра (исп. Marcelo Alberto Bielsa Caldera; род. 21 июля 1955, Росарио, Санта-Фе) — аргентинский футболист и футбольный тренер. Выступал на позиции защитника. С 2023 года является главным тренером сборной Уругвая.
В 2001 году Бьелса был признан лучшим тренером мира по версии МФФИИС.

## Биография

### Происхождение и ранние годы
Марсело Бьелса родился 21 июля 1955 года в семье росарийского адвоката Рафаэля Педро Бьелсы и учительницы из Кордовы Лидии Кальдеры. Его семья, хотя и не была богатой, всё же была известной — дед Марсело, юрист Рафаэль Бьелса, был одним из основателей административного права в Аргентине. Несмотря на то, что родители хотели видеть Марсело политиком или юристом, он предпочёл футбол, которым увлекался с детства. Однако его брат, который также любил футбол, но в профессионалы не пошёл, и сестра пошли в политику и добились там успехов: брат, Рафаэль Бьелса, названный так в честь деда, был министром иностранных дел в Аргентине, президентом авиакомпании Aeropuertos Argentina 2000, ныне — посол Аргентины в Чили, а сестра Мария Эухения Бьелса была вице-губернатором провинции Санта-Фе и министром территориального развития и естественной среды.

### Игровая карьера

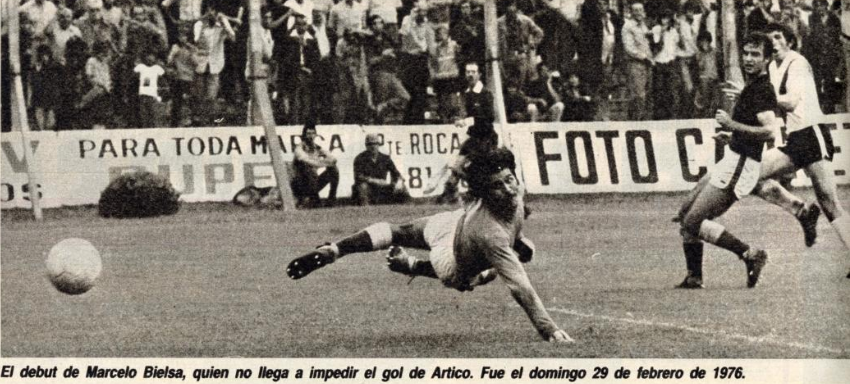
Бьелса в своей первой игре за «Ньюэллс Олд Бойз» 29 февраля 1976 года

Свою футбольную карьеру Бьелса начал в клубе «Ньюэллс Олд Бойз», во многом вопреки воле отца, болевшего за главного соперника клуба — команду «Росарио Сентраль». В «Ньюэллс» он прошёл команды всех возрастов, выступая на позиции защитника. В составе первой команды Бьелса дебютировал 29 февраля 1976 года в матче с клубом «Ривер Плейт». В конце 1976 года Бьелса, хорошо зарекомендовавший себя, был вызван в состав сборной Аргентины, игравшей на предолимпийском турнире в Бразилии, где аргентинцы заняли 3-е место. Сам же Бьелса вошёл в символическую сборную лучших игроков турнира. Позже Бьелса играл за клубы «Институто Сентраль Кордова» и «Архентино» (Росарио), где в 1980 году, в возрасте 25-ти лет, из-за травмы завершил свою карьеру.

### Тренерская карьера
После завершения карьеры игрока Бьелса окончил институт физкультуры, получив тренерское образование. Его первым тренерским клубом стал молодёжный состав «Ньюэллса», с которым он в 1988 году выиграл чемпионат третьего дивизиона. Тот период в карьере Бьелсы был наполнен поездками по всей Аргентине: он побывал более чем в 70 местах, проехав около 25 тыс. км в поисках талантливых игроков. Также он разработал собственную систему подготовки игроков, направленную на то, чтобы молодые футболисты могли приспосабливаться под различные тактические варианты игры.
Этот успех вынудил руководителей основной команды обратить внимание на молодого тренера, и в июле 1990 года он возглавил первый состав «Ньюэллса». В первый же сезон Бьелса занял с клубом второе место в Апертуре, завоевав одинаковое количество очков с «Ривер Плейтом», а затем турнир Интеграсьон, в финале которого был обыгран по пенальти клуб «Бока Хуниорс» (оба матча 6 июля и 9 июля завершились со счётом 1:0 в пользу хозяев поля). В 1992 году «Ньюэллс», под руководством Бьелсы, достиг финала Кубка Либертадорес, где проиграл «Сан-Паулу» в серии пенальти, а затем выиграл Клаусуру чемпионата Аргентины. При этом команда демонстрировала образцовый коллективный футбол: все 11 игроков и атаковали и защищались вместе.
В июне 1993 года Бьелса уехал в Мексику, возглавив клуб «Атлас», где он выполнял функции тренера и менеджера, координируя работу всего клуба и организуя тренировочный процесс в командах всех уровней. Затем, там же, он тренировал «Америку». Выиграть трофеев с мексиканскими командами аргентинцу не удалось. Ему также предлагали возглавить сборную Мексики, но аргентинец отказался от этой должности.
В 1997 году Бьелса вернулся в Аргентину, а спустя год выиграл Клаусуру с «Велес Сарсфилд». В июле 1998 года он возглавил каталонский «Эспаньол», но через два месяца покинул клуб, после предложения возглавить сборную Аргентины.
Национальную команду Бьелса возглавил в сентябре 1998 года, сменив на тренерском посту Даниэля Пассареллу. Под его руководством аргентинцы выиграли квалификационный турнир к чемпионату мира 2002. Они ехали в ранге фаворитов турнира, но костяк команды — игроки ведущих европейских чемпионатов — очень устали после трудного сезона и не были в форме, а завышенные ожидания болельщиков только усиливали давление на команду. Во всех трёх матчах аргентинцы обладали колоссальным территориальным и игровым преимуществом, но издали били очень редко, предпочитая разыгрывать мяч или простреливать с флангов: в итоге они смогли забить только два гола. Бьелса следовал той же тактике, что и в отборочном цикле, играя по схеме 3-5-2 (три защитника в линию, два фланговых хавбека, один опорник, три атакующих полузащитника и форвард). Соперники, изучив эту схему, не дали аргентинцам ни единого шанса.
После неудачи в Японии и Корее Бьелсу раскритиковали большинство футбольных СМИ в Аргентине. Но несмотря на это, ему был дан второй шанс, и он им воспользовался, заняв второе место на Кубке Америки 2004 и выиграв с командой золотые медали Олимпиады 2004 в Афинах. Эта победа стала первой с 1928 года футбольной победой сборной из Южной Америки на Олимпийском футбольном турнире. В конце 2004 года Бьелса ушёл в отставку, мотивировав её личными причинами. Последним его матчем стала игра с командой Перу, выигранная аргентинцами. Его преемником в сборной стал Хосе Пекерман.
10 августа 2007 года, после нескольких недель переговоров, Бьелса возглавил сборную Чили, подписав контракт на 3 года с годовой заработной платой, около 1,5 млн долларов в год. 7 сентября он дебютировал в чилийской сборной, в товарищеском матче с командой Швейцарии, проигранном чилийцами 1:2. Отборочный турнир Чили прошла неровно: она впервые в своей истории обыграла сборную Уругвая в Монтевидео, а позже, также впервые в истории, крупно проиграла дома, уступив Парагваю со счётом 0:3, а затем повторила это «достижение», проиграв с тем же счётом Бразилии. 15 октября 2008 года Чили обыграла Аргентину со счётом 1:0, что вызвало отставку тренера аргентинцев Альфио Басиле. Также, впервые с 1985 года Чили обыграла в Лиме Перу, победив 3:1, а также в первый раз за 30 лет выиграла в гостевом матче у Парагвая. На самом чемпионате мира Чили дошла до 1/8 финала, где проиграла Бразилии со счётом 0:3.
3 августа Бьелса продлил контракт с национальной ассоциацией футбола Чили до 2015 года. Однако, 4 ноября 2010 года Бьелса покинул пост главного тренера сборной Чили. Это было связано с тем, что новым президентом федерации футбола Чили стал испанский бизнесмен Хорхе Сеговия, а Бьелса заранее заявил, что уйдёт, если предыдущий президент федерации Гарольд Майне-Николс не будет переизбран на этот пост.
15 июня 2011 года появились слухи о том, что президент миланского «Интера» Массимо Моратти предложил аргентинцу должность тренера на смену Леонардо, который, в свою очередь ушёл в «Пари Сен-Жермен» на должность спортивного директора.
7 июля 2011 года Бьелса был назначен главным тренером испанского клуба «Атлетик Бильбао». Любопытно, что приглашение на тренерский мостик Бьелсы стало главным аргументом Хосе Уррутии, который баллотировался на пост президента клуба, владельцами которого являются болельщики. С «Атлетиком» в первом же сезоне добился немалых успехов: вывел команду в финал Лиги Европы и финал Кубка Испании, однако в обоих случаях баски потерпели поражения со счётом 0:3. В сезоне 2011/12 «Атлетик» занял 9-е место. 3 июня 2012 года аргентинец продлил соглашение на один год, по истечении которого тренер и клуб решили расстаться, тем более что в чемпионате Испании 2012/13 баскский клуб занял лишь 12-е место.
2 мая 2014 года французский «Марсель» объявил о назначении по окончании сезона Бьелсы, отказавшегося от предложения возглавить сборную Парагвая. Под его руководством «Марсель» занял четвёртое место в чемпионате Франции сезона 2014/15, хотя по итогам первого круга лидировал в турнирной таблице. После домашнего поражения «Марселя» от «Кана» (0:1) в первом туре чемпионата Франции 2015/16 Бьелса объявил об уходе в отставку.
6 июля 2016 года Марсело Бьелса официально возглавил «Лацио». К исполнению своих новых обязанностей 60-летний аргентинец должен был приступить 9 июля. Однако уже 8 июля Бьелса отказался работать с римским клубом и расторг контракт. «Лацио» намеревался подать на Бьелсу в суд за то, что он покинул клуб через два дня после заключения контракта.
19 февраля 2017 года Бьелса подписал двухгодичный контракт с французским «Лиллем», который вступил в силу с 1 июля 2017 года. В итоге с «Лиллем» аргентинец проработал чуть меньше года: в ноябре 2017 года руководство команды приняло решение отстранить Бьелсу с поста главного тренера.
15 июня 2018 года стал главным тренером «Лидса». 28 апреля 2019 года в матче 45-го тура английского Чемпионшипа 2018/2019 с «Астон Виллой» (1:1) игрок бирмингемской команды получил травму и упал на газон, после чего его партнёры стали просить игрока «Лидса» выбить мяч в аут, но вместо этого, он отдал передачу нападающему, который затем забил гол, после чего на поле моментально завязалась драка. Бьелса отреагировал на инцидент, заставив своих игроков пропустить мяч в ответ. Футболисты Бьелсы позволили игрокам «Астон Виллы» беспрепятственно восстановить равновесие в счёте. За этот момент аргентинец и его команда получили награду FIFA Fair Play Award 2019. В сезоне 2019/20 «Лидс Юнайтед» под руководством Бьелсы выиграл Чемпионшип и впервые за 16 лет вышел в Премьер-лигу.
16 мая 2023 года Марсело Бьелса был официально представлен в качестве главного тренера сборной Уругвая.

## Тренерская статистика
| Ньюэллс Олд Бойз  | 1 июля 1990     | 30 июня 1992     | 97  | 39  | 38  | 20  | 040,21 |
| Атлас             | 1 июля 1993     | 31 января 1995   | 77  | 29  | 20  | 28  | 037,66 |
| Америка (Мехико)  | 1 июля 1995     | 25 марта 1996    | 33  | 10  | 14  | 9   | 030,30 |
| Велес Сарсфилд    | 1 июля 1997     | 30 июня 1998     | 44  | 23  | 14  | 7   | 052,27 |
| Эспаньол          | 1 июля 1998     | 19 октября 1998  | 12  | 3   | 3   | 6   | 025,00 |
| Сборная Аргентины | 20 октября 1998 | 14 сентября 2004 | 68  | 42  | 15  | 11  | 061,76 |
| Сборная Чили      | 15 августа 2007 | 4 февраля 2011   | 51  | 28  | 8   | 15  | 054,90 |
| Атлетик Бильбао   | 13 июля 2011    | 30 июня 2013     | 113 | 43  | 31  | 39  | 038,05 |
| Олимпик Марсель   | 1 июля 2014     | 10 августа 2015  | 41  | 21  | 6   | 14  | 051,22 |
| Лилль             | 1 июля 2017     | 22 ноября 2017   | 14  | 4   | 3   | 7   | 028,57 |
| Лидс Юнайтед      | 1 июля 2018     | 28 февраля 2022  | 170 | 81  | 30  | 59  | 047,65 |
| Сборная Уругвая   | 15 мая 2023     | н. в.            | 27  | 12  | 9   | 6   | 044,44 |
| Всего             | Всего           | Всего            | 747 | 335 | 191 | 221 | 044,85 |

## Достижения

### Командные
«Ньюэллс Олд Бойз»
- Чемпион Аргентины: 1990/91, 1992 (Клаусура)
- Финалист Кубка Либертадорес: 1992

«Велес Сарсфилд»
- Чемпион Аргентины: 1998 (Клаусура)

Сборная Аргентины
- Олимпийский чемпион: 2004
- Серебряный призёр Кубка Америки: 2004

«Атлетик Бильбао»
- Финалист Кубка Испании: 2011/12
- Финалист Лиги Европы УЕФА: 2011/12

«Лидс Юнайтед»
- Победитель Чемпионшипа: 2019/20

Сборная Уругвая
- Бронзовый призёр Кубка Америки: 2024

### Личные
- Футбольный тренер года в Аргентине: 1998
- Лучший футбольный тренер года в мире: 2001 (версия МФФИИС)
- Футбольный тренер года в Южной Америке: 2009
- Обладатель награды «FIFA Fair Play Award»: 2019
- 48-е место в списке лучших футбольных тренеров всех времён: 2019 (версия France Football)

## Признание
В конце 2009 года за заслуги перед клубом «Ньюэллс Олд Бойз» домашний стадион клуба был назван именем Марсело Бьелсы.